# I"s
I"s (Japonés アイズ, aizu) é um mangá de Masakazu Katsura. Tem um total de quinze volumes na edição tankōbon, sendo a obra mais longa do seu autor. Foi publicado originalmente por capítulos no Japão pela editora Shueisha, na revista Shōnen Jump, entre 21 de abril de 1997 e 29 de maio de 2000. O título deve-se ao facto dos três personagens principais (Ichitaka Seto, Iori Yoshizaki e Itsuki Akiba) terem nomes que começam pela letra I.
Foram também criadas duas adaptações anime em formato OVA: a primeira, From I"s (2002), de dois episódios; a segunda, I"s Pure (2005-2006), com seis episódios.

## Edições do mangá
Editado em espanhol na Espanha pela editora Planeta DeAgostini, na Argentina pela Ivrea e no México pelo Grupo Editora Vid. Editado também em francês pela Tonkam e em inglês nos Estados Unidos pela VIZ Media. Editado originalmente em japonês pela Shūeisha.